# Bâtiment de la Banque commerciale et industrielle russe (Saint-Pétersbourg)
Le bâtiment de la Banque commerciale et industrielle russe est un monument architectural du début du XXe siècle, situé à Saint-Pétersbourg, au 15, rue Bolchaïa Morskaïa. L'architecte est Marian Marianovich Peretyatkovich, le bâtiment est l'une de ses dernières œuvres. L'édifice a été construit entre 1912 et 1914 dans un style éclectique avec de nombreuses références à la Renaissance.

## Histoire
Dans les années 1740, la maison du général Izmailov se trouvait déjà sur le site de la banque. Ses descendants furent propriétaires de la maison et du terrain jusqu'en 1788. En 1793, la maison fut achetée par un marchand de Revel (Tallinn), Friedrich Amburger, dont la famille resta propriétaire jusque dans les années 1820.
En 1869, l'architecte Harald von Bosse se charge de concevoir la façade.
À partir du milieu des années 1870, Henrietta Ivanovna Tsimar prit possession de la maison, et en 1898 l'architecte N.N. Ignatiev a reconstruit la façade du bâtiment.
En 1910, la Banque commerciale et industrielle russe organisa un concours pour édifier son bâtiment. Le concours a été remporté par l'architecte Marian Marianovich Peretyatkovich. La construction s'est poursuivie de 1912 à 1914.

## Description
Le granit de Nystadt, rare à Saint-Pétersbourg, a été utilisé pour le revêtement. La partie inférieure de la façade est réalisée en style bugnato, les pierres taillées en bossage ressemblent à de la roche, les masques des clés de voûte sont réalisés dans le même matériau.
Dans la salle des opérations de la banque se trouve une colonnade ionique.